# گاردریل

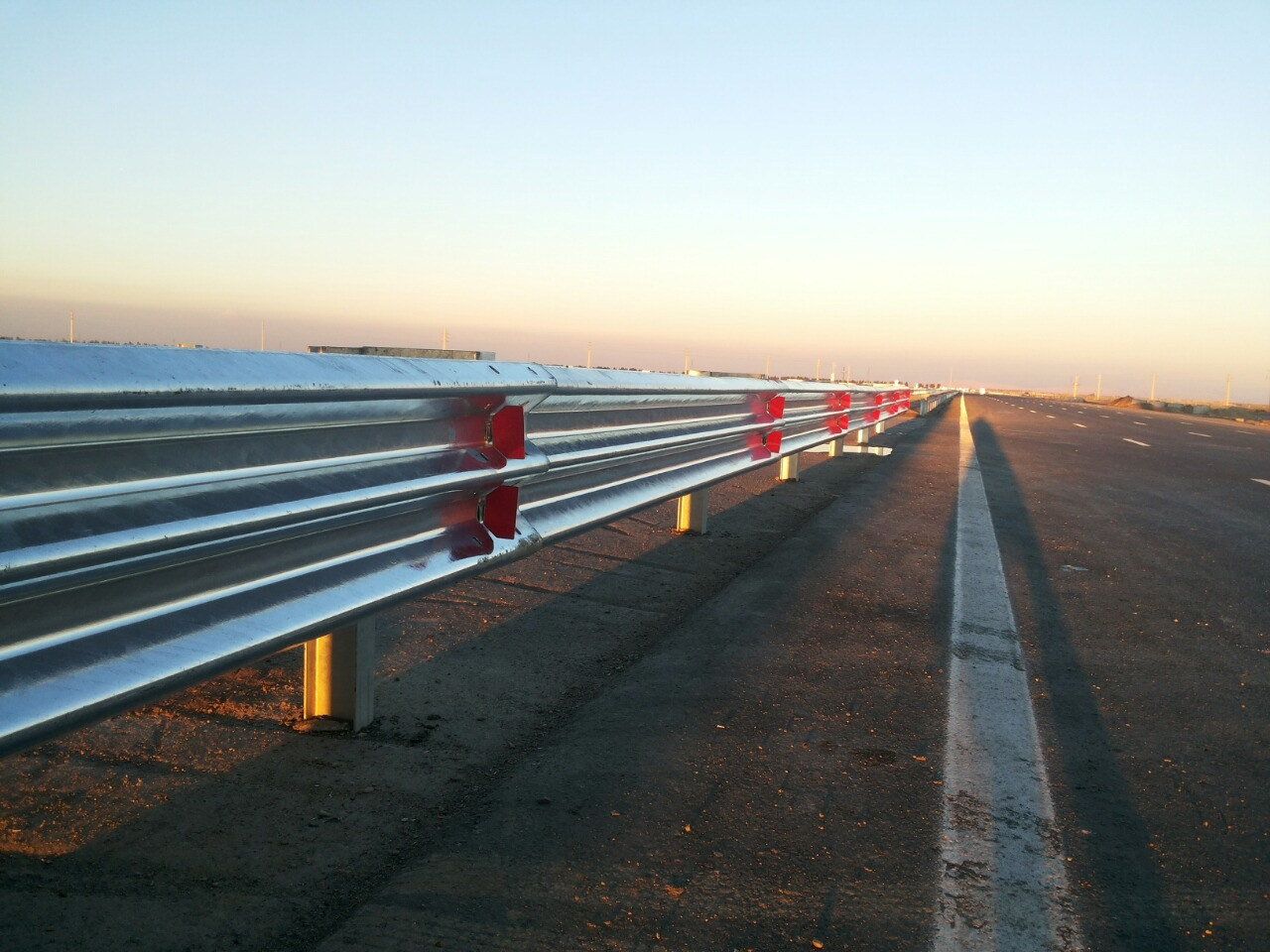
گاردریل نصب شده در جاده قم - گرمسار (ایران)

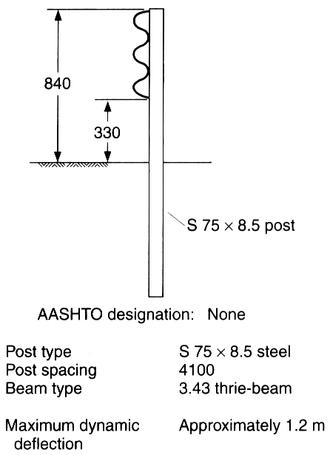
نقشه مهندسی طراحی گاردریل با مشخص کردن اندازه‌ها

گاردْریل (به انگلیسی: guardrails) به حفاظ‌های کنار جاده‌ای و میان جاده‌ای می‌گویند که از خارج شدن وسائل نقلیه و سقوط در پرتگاه و از بروز حوادث جاده‌ای و خسارت و تلفات جلوگیری می‌کند کاربرد دیگر گاردریل جداکردن ترافیک جهت‌های مختلف یک بزرگراه است. انواع مختلفی از این حفاظ‌ها تولید می‌شود مثل گاردریل‌های دو موج و سه موج و حفاظ‌های بتنی یا همان نیوجرسی. طبق آیین‌نامه ایمنی راه‌های جمهوری اسلامی ایران حفاظ‌های جاده‌ای یا همان گاردریل‌ها سه نوع هستند حفاظ‌های انعطاف‌پذیر - حفاظ‌های نیمه صلب - حفاظ‌های صلب
بسته به رفتار حفاظ، به هنگام برخورد و میزان تغییر شکل آن‌ها حفاظها به ۳ رده انعطاف‌پذیر، نیمه‌صلب و صلب تقسیم می‌شوند.
مشخصات کامل اجرایی این حفاظها در ادامه ارائه شده‌اند. حداکثر تغییر شکلی که در این اشکال ذکر شده‌است نتایج به دست آمده از NCHRP230 می‌باشد که حاصل از برخورد یک وسیله نقلیه ۲ تن با زاویه برخورد ۲۵ درجه و سرعت ۱۰۰ km/hrمی‌باشد. طراحان باید از مشخصات حفاظهای زیر با توجه به نوع آن‌ها (انعطاف‌پذیر، نیمه‌صلب و صلب) برای انتخاب حفاظ مناسب استفاده نمایند.

## ــ سیستم‌های انعطاف‌پذیر
کابلی
سپری دو موجی (با پایه‌های ضعیف)
سپری سه موجی (با پایه‌های ضعیف)

## ــ سیستم‌های نیمه‌صلب
سپری قوطی شکل (با پایه‌های ضعیف)
سپری دو موجی لقمه‌دار (با پایه‌های قوی)
سپری ۳ موجی لقمه‌دار (با پایه‌های قوی)
سپری ۳ موجی اصلاح شده

## حفاظ‌های کنار جاده‌ای

اجزاء گاردریل.

## ـسیستم‌های صلب
حفاظ بتنی معروف به نیوجرسی

## حفاظ انعطاف‌پذیر
الف:سیستم سپر ۲ موجی با پایه‌های ضعیف میلگردی کاملاً مشابه سیستم کابلی دارد، در حالی که تغییر شکل جانبی آن بسیار کمتر است؛ بنابراین فضای خالی مورد نیاز پشت حفاظ به حداقل می‌رسد.
این نوع حفاظ نیز توانایی پوشش‌دهی به وسایل نقلیه با وزن ۸/۰ تا ۸/۱ تن را داشته و در برخورد وسیله نقلیه ۱۸۰۰ kg با زاویة ۲۸ درجه و سرعت ۹۵ km/hr میزان تغییر شکل جانبی معادل ۲/۲ m را خواهد داشت. حد بالای سرویس‌دهی این حفاظ، وسیله نقلیه کاروان ۲۱۰۰ kg Van با زاویه برخورد ۲۴ درجه و سرعت ۹۵ km/hr است. این سیستم در عین حال به ارتفاع نصب و نیز پستی و بلندی‌های زمین حساس است و بنابراین در اجرا باید ارتفاع نصب به دقت رعایت شود.
ب:سیستم سپر ۳ موجی با پایه‌های ضعیف کاملاً مشابه حفاظ ۲ موجی W شکل است. با این تفاوت که به دلیل عرض بیشتر سپر، محدوده وسیع‌تری از وسایل نقلیه با ارتفاع متفاوت را پوشش داده و به علاوه نسبت به تغییرات ارتفاع کمتر حساس است. به دلیل جلوگیری از پیچش سپر، این سیستم باید به تناوب از بالا و پایین به پایه‌ها قلاب شود

## حفاظ نیمه صلب
الف:سیستم سپر قوطی شکل با پایه‌های ضعیف مقاومت خود را از مقاومت کششی و خمش یک تیر با مقطع قوطی شکل به دست می‌آورد. پایه‌ها باید به گونه‌ای طراحی شوند که به هنگام برخورد، در نزدیکی نقطه برخورد شکسته شده و نیرو را به پایه‌های مجاور منتقل نمایند تا انتقال نیرو به پایه‌ها تدریجی صورت پذیرد. وسایل نقلیه تحت پوشش این حفاظ وزنی از ۸/۰ تا ۸/۱ تن دارند. حد بالای محافظت این سیستم کاروان با وزن ۱/۲ تن است.
ب:سیستم سپر دو موجی شکل لقمه‌دار با پایه‌های قوی لقمه‌ای که میان پایه و سپری در این سیستم قرار می‌گیرد احتمال پاره شدن وسیله نقلیه توسط پایه‌ها و احتمال پرت شدن از روی حفاظ را به حداقل می‌رساند. مانند تمام سیستم‌های با پایه‌های قوی مقاومت این سیستم از مجموع تنشهای کششی و خمشی سپری و تنشهای خمشی و برشی پایه به دست می‌آید. طراحی باید به گونه‌ای باشد که در صورتی که قدرت برخورد به حدی باشد که پایه‌های حفاظ را خم نماید، سپری پاره شده و وسیله نقلیه از میان آن عبور نماید (به جای آن که از روی آن پرت شود).
این سیستم به راحتی کاروان با وزن ۱/۲ تن و با زاویه برخورد ۲۱ درجه و سرعت ۹۵ km/hr را به مسیر بازمی‌گرداند. پس از تصادم، پایه‌های قسمت آسیب دیده هنوز قادر به پاسخگویی به برخوردهای متوسط هستند و در نتیجه نیازی به تعمیرات فوری وجود ندارد.
ج: حفاظ با سپری ۳ موجی لقمه‌دار با پایه‌های قوی، کاملاً مشابه سیستم نوع ب بوده با این تفاوت که سپری آن ۳ موجی، صلب‌تر و پهن‌تر است که منجر به خسارت کمتر حفاظ حین برخورد می‌شود و بنابراین قابلیت پاسخگویی حفاظ به وسیله نقلیه بزرگتر بالا می‌رود. ارتفاع این نرده ۹۰۰ mm باید رعایت شود.
د: حفاظ با سپری ۳ موجی اصلاح شده، دارای ۱ لقمه با شکل ذوزنقه است که این امکان را فراهم می‌آورد تا به هنگام برخورد، لبه پایین سپری و خود لقمه خم شوند و در نتیجه سطح سپری به هنگام برخورد هنوز عمود بر زمین باقی می‌ماند و این امر احتمال پرتاب شدن وسیله نقلیه از روی آن را کاهش می‌دهد. چنین حفاظی به راحتی برخورد یک وسیله نقلیه معمولی ۸۲۰ kg، یک اتوبوس ۹۱۰۰ kg (با زاویه ۱۵ درجه و سرعت ۹۰ km/hr) و یک اتوبوس ۱۴۵۰۰ kg (با زاویه ۱۴ درجه و سرعت ۹۷ km/hr) را تحت پوشش قرار می‌دهد. این نوع حفاظ چنان‌چه ملاحظات اقتصادی و اجرایی وجود نداشته باشد بهترین نوع حفاظ به‌شمار آمده و پس از برخورد نیز کمترین هزینه تعمیرات را بر جای می‌گذارد.

## حفاظ صلب
سیستم بتنی با مقطع متغیر، به هنگام برخوردهای شدید تمایل به واژگونی و شکسته شدن دارد و در نتیجه در طراحی باید آرماتور کافی و مناسب برای آن تعبیه شده و گیرداری کافی با زمین داشته باشد. مقطع برتر و استاندارد این نوع حفاظ به نام نیوجرسی معروف می‌باشد.
این حفاظ بتنی به عنوان حفاظ میانی و حفاظ پلها نیز قابل استفاده است. بسته به مورد حتی برای سپر کردن نور وسایل نقلیه مقابل یا ممانعت از ریزش خاک کنار جاده به روی جاده می‌توان ارتفاع آن را تا ۲۳۰۰ mm نیز افزایش داد. چنان‌چه محافظ بتنی برای حالتهای متعارف طراحی می‌شود ارتفاع ۸۱۰ mm باید رعایت شود و در این حال به‌طور مناسبی وسایل نقلیه تا ۱۸ تن را به مسیر اصلی بازمی‌گرداند. چنان‌چه ارتفاع به ۱۰۷۰ mm افزایش یابد این سیستم قادر به پوشش دادن کامیون ۳/۶۳ تن خواهد بود.

## حفاظ‌های میان جاده‌ای
از حفاظ میانی طولی برای جدا کردن ترافیک جهتهای مختلف در بزرگراه‌ها و آزادراه‌ها و بعضی راه‌های اصلی و همچنین جدا کردن ترافیک در خطوط مشخص استفاده می‌شود.
حفاظهای میانی برای دوباره جهت دادن وسایل نقلیه‌ای که با حفاظ برخورد کرده‌اند می‌باشد تا از عبور وسیله نقلیه از میانه و وارد شدن آن در ترافیک جهت مقابله (در میانه‌های باریک) جلوگیری به عمل آید.
ضوابط عملکردی آن‌ها همانند حفاظهای کناری و مطابق با NCHRP350 می‌باشد. شکل ضوابط نصب حفاظهای میانی را در راه‌های با سرعت بالا و کنترل دسترسی با میانه‌های تقریباً صاف و قابل عبور نشان می‌دهد. برای تعیین ضرورت نصب حفاظ، عرض میانه و حجم ترافیک روزانه نیاز است، اطلاعات خاص هر ناحیه نیز (در صورت امکان) باید به دست آید که پس از بررسی و تحلیل کلیه جوانب کار تصمیم‌گیری انجام شود.
حفاظ میانی دو موجی (با پایه‌های قوی)
این حفاظ جزو حفاظهای نیمه‌صلب قرار می‌گیرد و برای میانه‌های کم‌عرض مناسب است. بعد از برخوردهای معمولی، این حفاظ به صورت قابل استفاده باقی می‌ماند. در مواقعی که نیاز به قرارگیری اشیای صلب داخل میانه وجود داشته باشد، از دو سیستم حفاظ طولی موازی هم استفاده می‌شود.
حفاظ میانی سپری ۳ موج (با پایه‌های قوی)
نوع SGM09a برای میانه‌های باریک کاربرد دارد. علاوه بر برخوردهای معمولی که خسارت کمی به نرده‌ها وارد شود، نوع SGM09b در برخوردهای شدید هم به صورت مستقیم باقی می‌ماند و قابلیت جهت دادن دوباره وسایل نقلیه با وزن ۸/۱ تن که با سرعت ۸۰ km/h و تحت زاویه ۱۵ درجه با حفاظ برخورد می‌کنند را دارا می‌باشند. بیانگر مشخصات ابعادی این دو نوع حفاظ طولی می‌باشد.